# Caryophanales
Caryophanales, auch als Bacillales bezeichnet, bilden eine Ordnung  grampositiver Bakterien aus der Klasse  der Bacilli.  Namensgebend für die Bacillales war die Gattung  Bacillus aus der Familie Bacillaceae.
Viele dieser meist stäbchenförmigen Bakterien sind aerob, sie können nicht unter Sauerstoffausschluss leben. Ein wichtiges Merkmal vieler Vertreter ist die Fähigkeit, unter ungünstigen Bedingungen (z. B. Nahrungsmangel oder Temperatur) Endosporen zu bilden.

## Systematik
Folgende Familien  werden der Ordnung Caryophanales zugeordnet (Stand 19. April 2022):
- Alicyclobacillaceae
- Bacillaceae
- Caryophanaceae
- Desulfuribacillaceae
- Listeriaceae
- Paenibacillaceae
- Pasteuriaceae
- Planococcaceae
- Sporolactobacillaceae
- Staphylococcaceae
- Thermoactinomycetaceae